# 南魚崎駅
南魚崎駅（みなみうおざきえき）は、兵庫県神戸市東灘区魚崎西町にある、神戸新交通六甲アイランド線の駅。
「酒蔵の道」の副名称があり駅名標や車内放送などで使用されている。駅番号はR03。

## 歴史
- 1990年（平成2年）2月21日：六甲ライナー開業と同時に開業[1][2]。
- 1995年（平成7年）
  - 1月17日：阪神・淡路大震災で被害を受け全線運休。
  - 7月20日：魚崎 - アイランド北口間復旧により営業再開。

## 駅構造
島式ホーム1面2線を有する高架駅にして無人駅。
3階に管制室、4階に改札口、5階にホームがある。トイレは4階の改札内にある。
1階および2階には、駅の北側への出入り口がある。また、改札口の外側を5階へ上がると運河を挟んで反対側の人工島である東部第2工区への連絡橋があり、南側出口に通じている。なお、両出入口にエレベーター（三菱電機製）がそれぞれ1機ずつあるが、自転車を1台のみ内部に持ち込めるようになっており自転車での連絡橋利用者の便が図られている。

### のりば
| 番線 | 路線          | 行先             |
| ---- | ------------- | ---------------- |
| 1    | ■六甲ライナー | マリンパーク方面 |
| 2    | ■六甲ライナー | 住吉方面         |

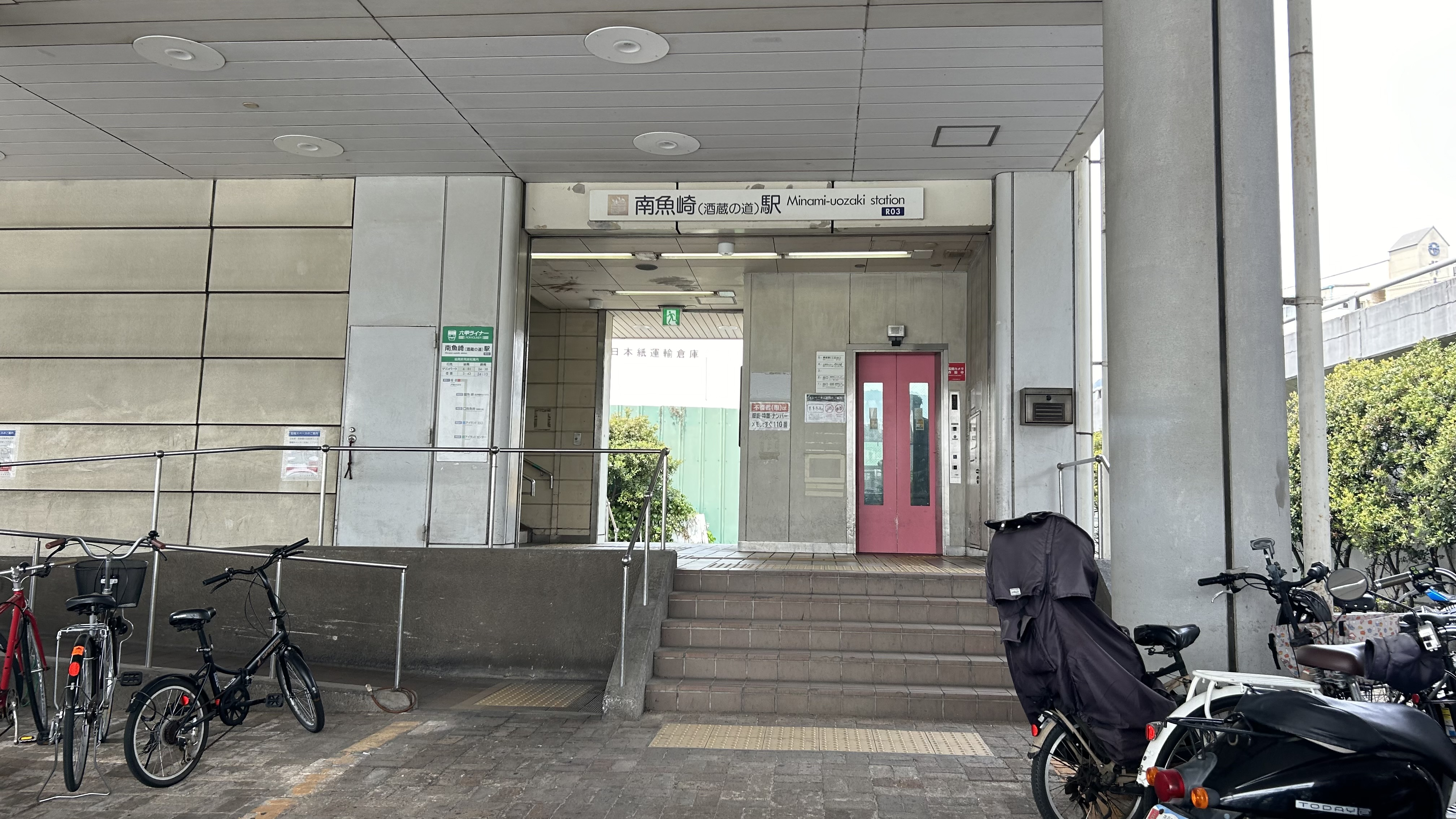
1階出口
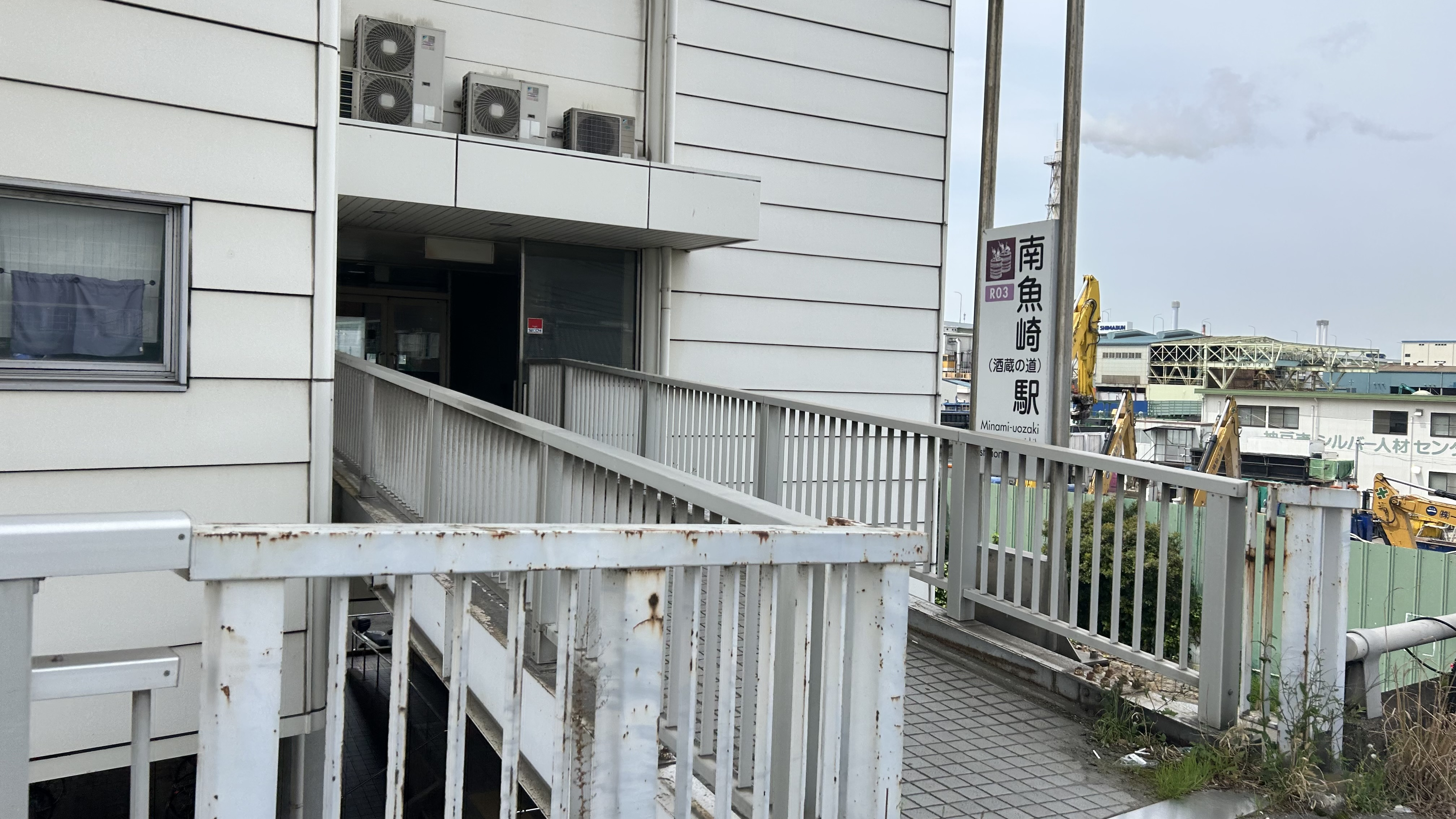
2階出口
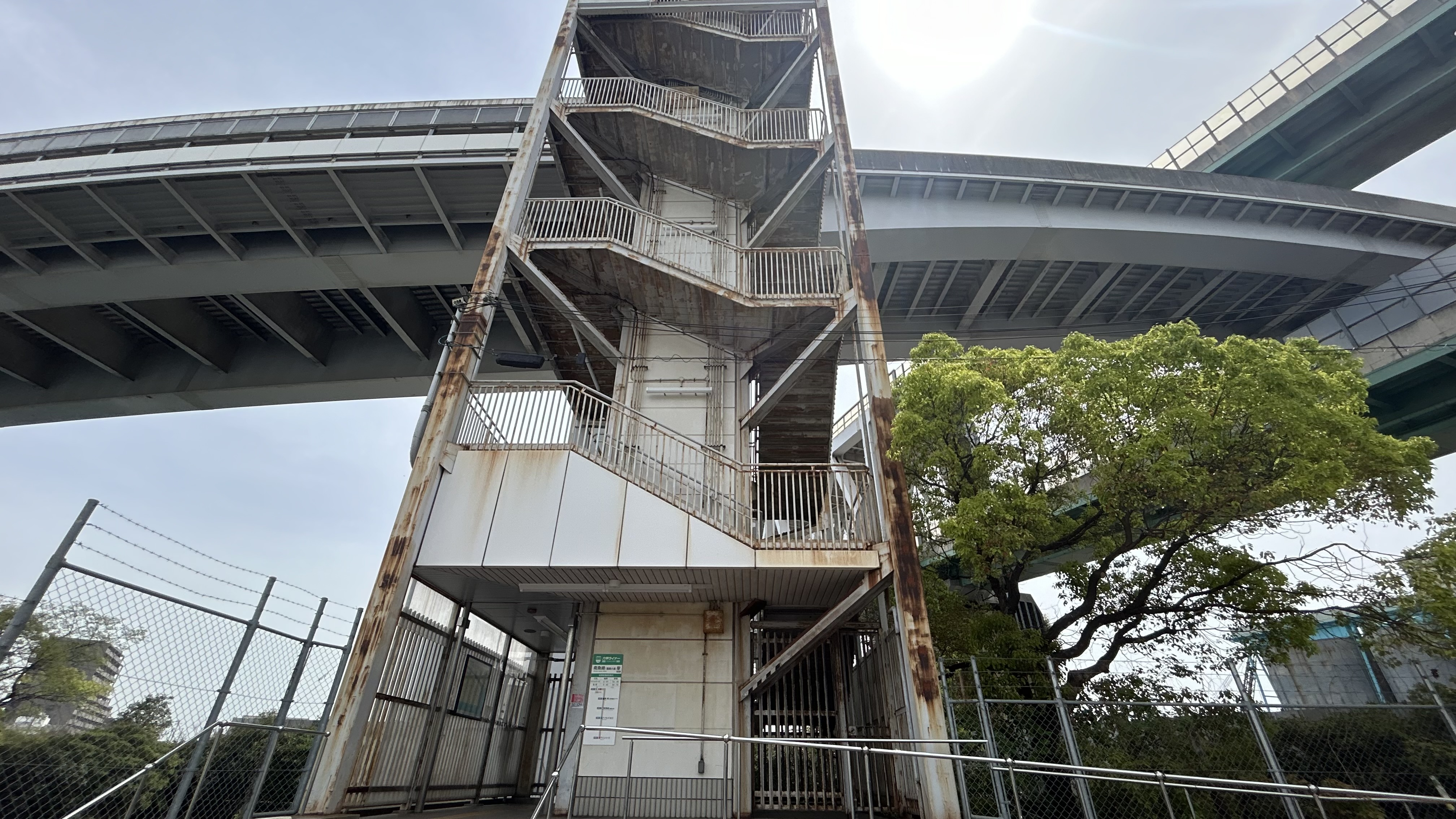
東部第2工区にある出入口
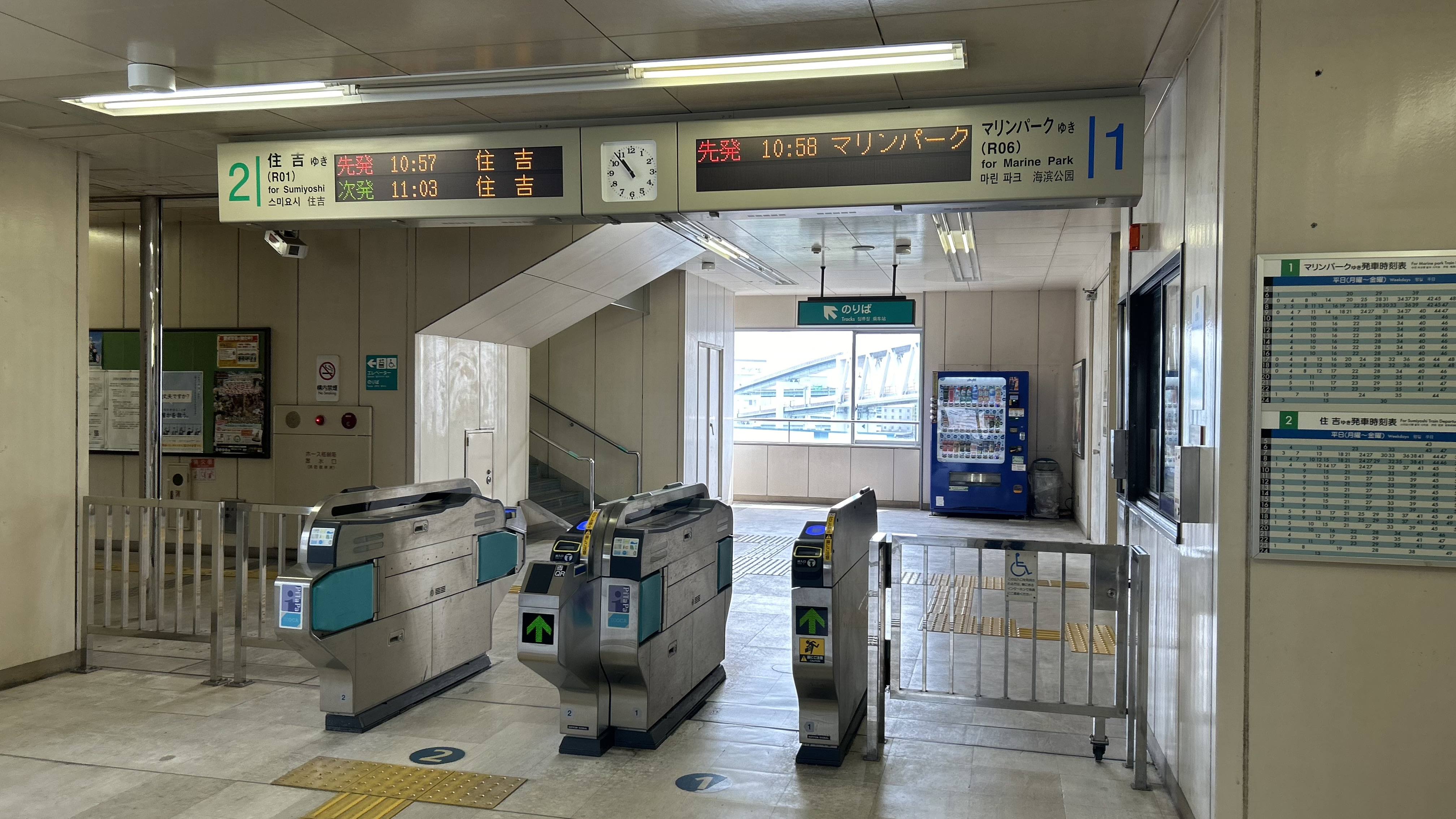
改札口
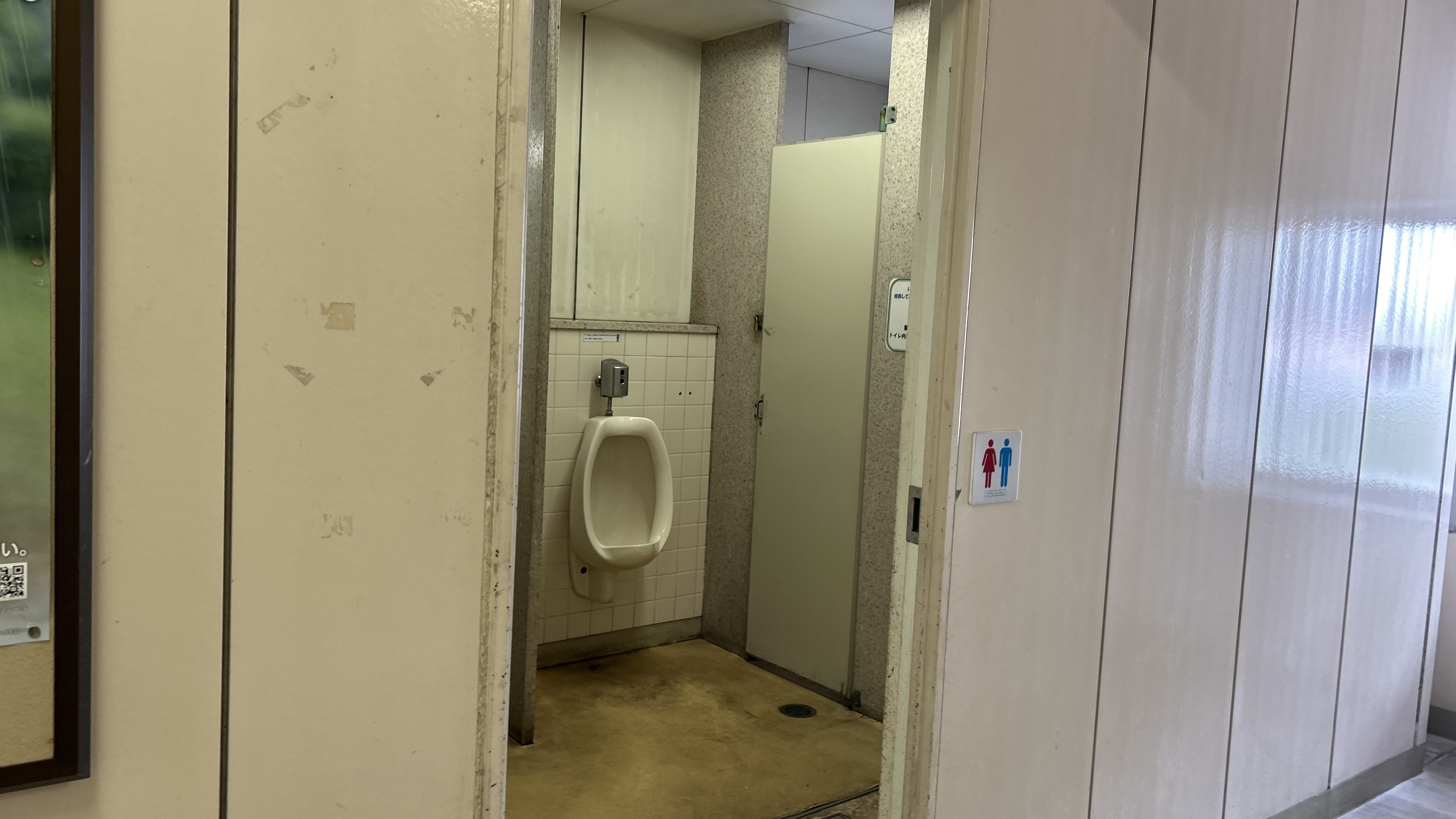
トイレ
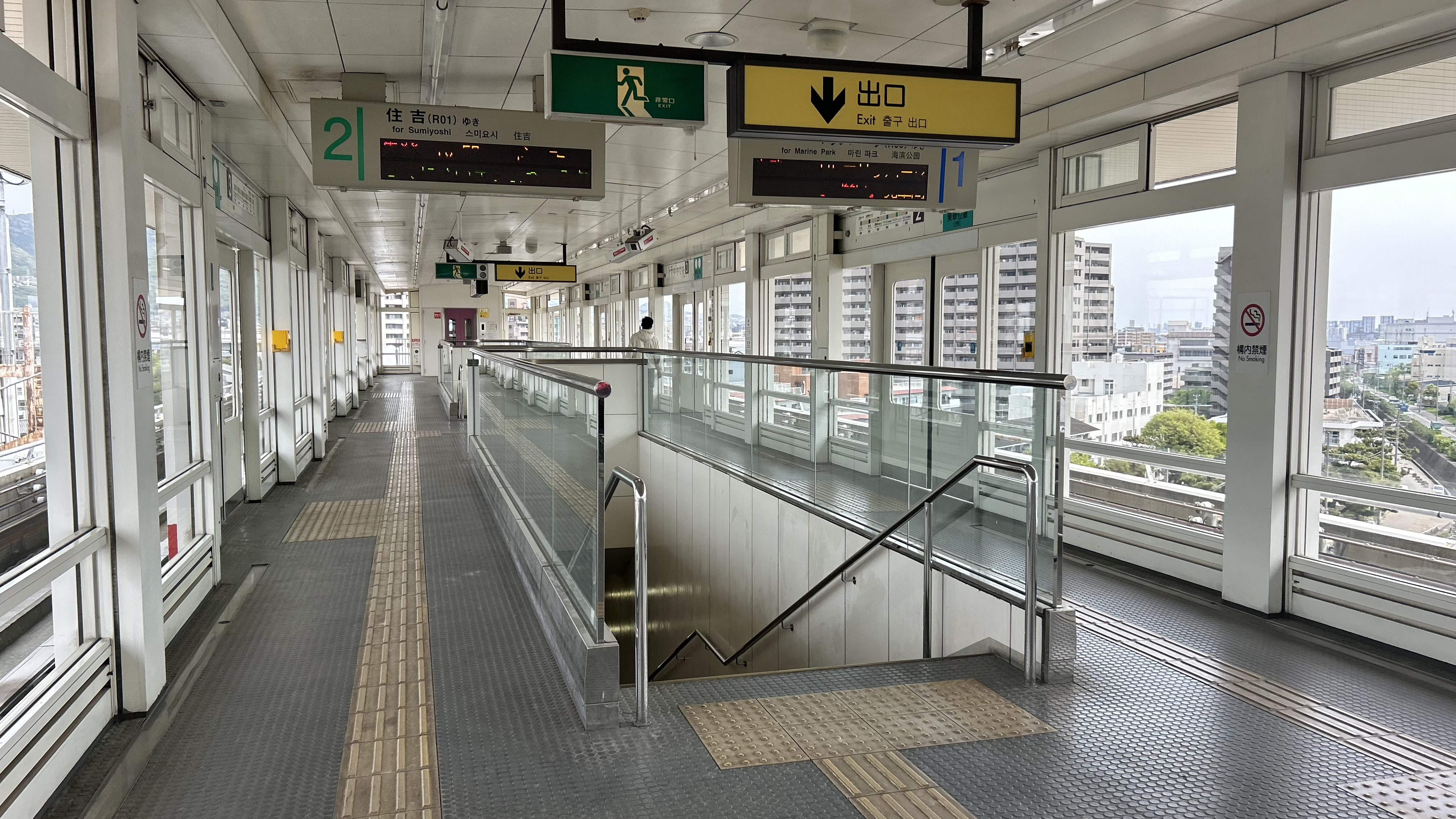
ホーム
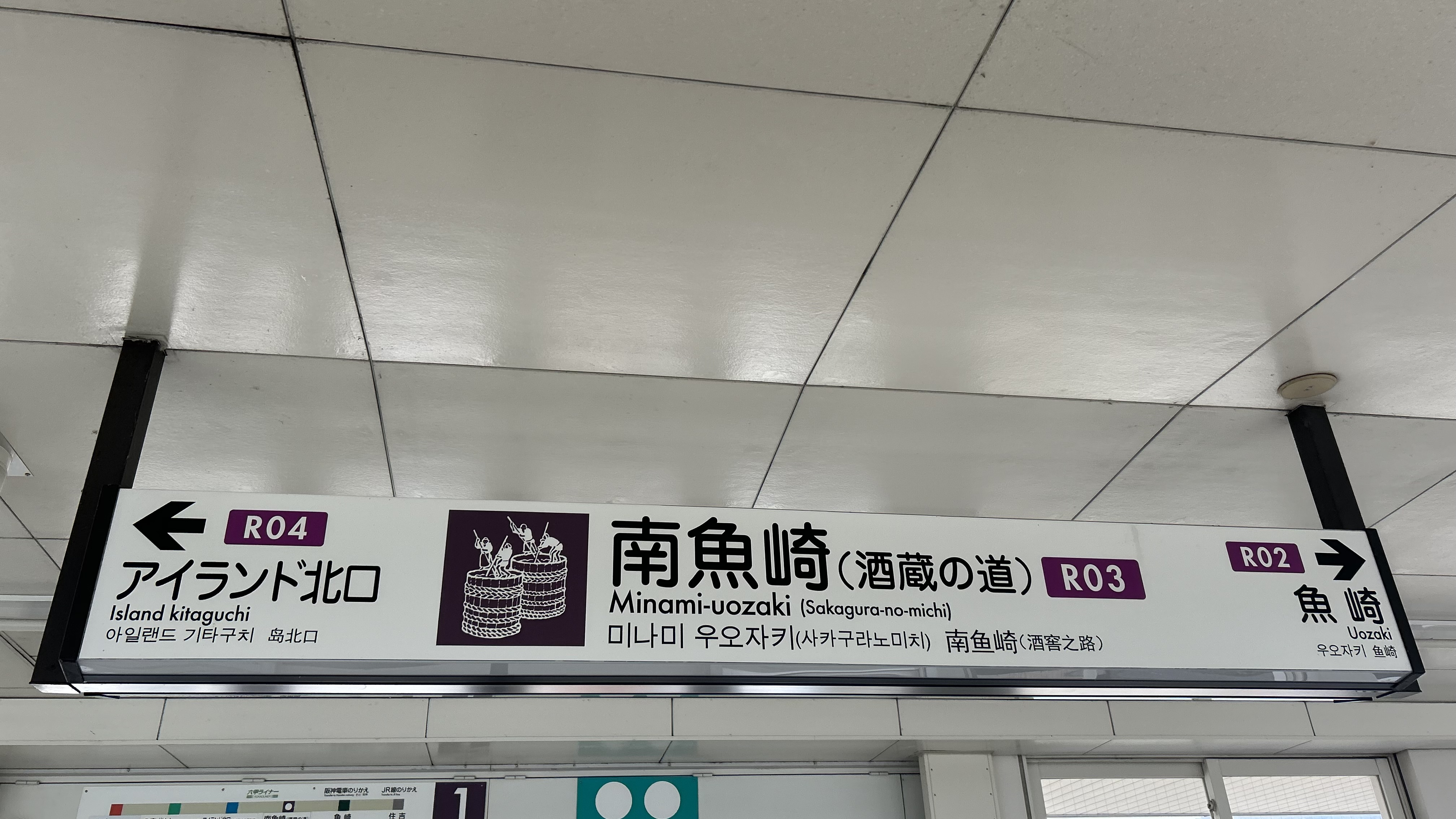
駅名標
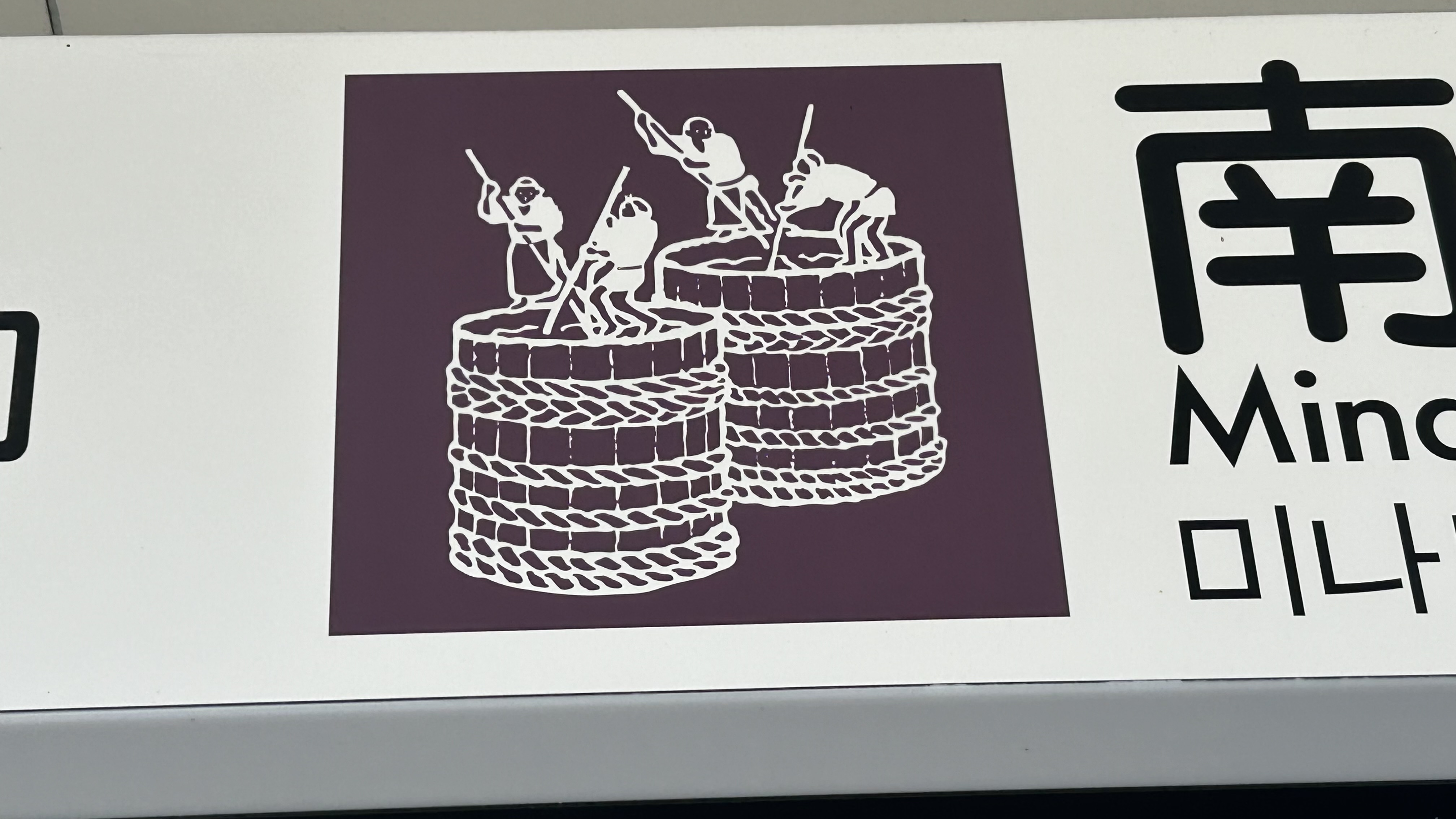
シンボルマーク
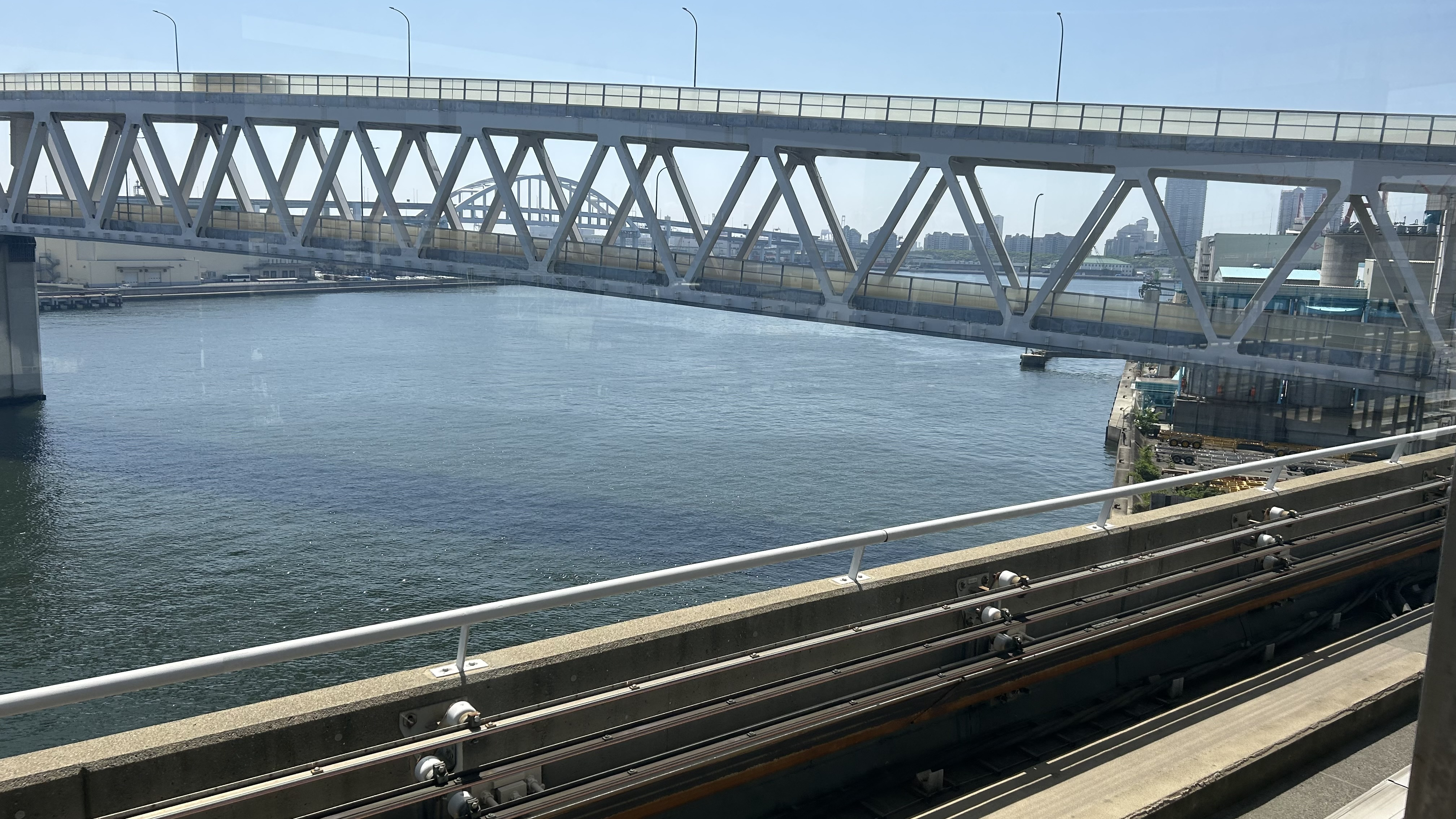
当駅から見える海

## 利用状況
2022年（令和4年）度の年間乗車人員は322,000人であり、1日の平均乗車人員は882人となる。
年間乗車人員と1日の平均乗車人員は以下の通り。
| 年度               | 年間乗車人員 （単位：千人） | 1日平均 乗車人員 |
| ------------------ | --------------------------- | ---------------- |
| 2013年（平成25年） | 290                         | 795              |
| 2014年（平成26年） | 293                         | 803              |
| 2015年（平成27年） | 303                         | 828              |
| 2016年（平成28年） | 312                         | 855              |
| 2017年（平成29年） | 334                         | 915              |
| 2018年（平成30年） | 331                         | 907              |
| 2019年（令和元年） | 330                         | 902              |
| 2020年（令和 2年） | 295                         | 808              |
| 2021年（令和 3年） | 296                         | 811              |
| 2022年（令和 4年） | 322                         | 882              |

## 駅周辺
- 菊正宗酒造記念館[1]
- 六甲大橋
- 阪神高速5号湾岸線住吉浜出入口
- 東部第2工区

### 備考
- 計画時の仮称は「魚崎南」で、「南」と「魚崎」が逆だった[5][6]。

## 隣の駅
神戸新交通
■六甲アイランド線（六甲ライナー）
魚崎駅 (R02) - 南魚崎駅 (R03) - アイランド北口駅 (R04)